# هنریک دیدیچن
هنریک دیدیچن (به انگلیسی: Henrik Dedichen؛ زاده ۲۳ مارس ۱۸۶۳، درگذشته ۳ مارس ۱۹۳۵ در سن ۷۱ سالگی)، یک روانپزشک نروژی بود.
هنریک دیدیچن، اولین درمانگاه و آسایشگاه خصوصی امراض روانی را در آکرهوس که امروز بخشی در شرق اسلو است تأسیس کرد و از سال ۱۹۰۱ تا ۱۹۳۳ میلادی مدیریت آنرا شخصاً عهده‌دار شد. دکتر دیدیچن، بانی بسیاری از بهسازی‌ها در قوانین مربوط به مراقبت از بیماران روانی در نروژ است و امروز به منظور بزرگداشت او خیابانی در اسلو به نام او نامگذاری شده‌است.

هنریک دیدیچن، سال ۱۸۶۳ میلادی در مودوم، متولد شد و در کریستیانیا در رشته پزشکی تحصیل کرد و در سال ۱۸۸۹ فارغ‌التحصیل شد. در سال ۱۹۰۱ وی اولین آسایشگاه روانی خصوصی در نروژ را برای بیمارانی تأسیس کرد که خود قادر به پرداخت هزینه درمان بودند. در آن زمان عمده بیمارانی که از نارحتی‌های روانی رنج می‌بردند از قشر فقیر و ضعیف جامعه بودند. احداث آسایشگاه خصوصی باعث تحولی محسوس، در شیوه نگرش عمومی و رسمی به وضعیت بیماران روانی و حقوق اجتماعی آنان در نروژ شد و عملاُ حقوق اجتماعی بیماران روانی را افزایش داد و تحکیم کرد.

هنریک دیدیچن، تا سال ۱۹۳۳ میلادی مدیریت این آسایشگاه را شخصاً بر عهده داشت تا در این سال مسئولیت مدیریت آنجا را به پسر خود واگذار کرد. پسر وی نام مؤسسه را به کلینیک خصوصی دکتر دیدیچن تغییر داد.
هنریک دیدیچن، از جمله به مطالعه روان پزشکی قانونی و جنایی علاقه داشت و ضمن نوشتن مقالات متعدد در این خصوص در سال ۱۹۱۱ اقدام به انتشار مجله پزشکی قانونی و روانپزشکی (نوردیک) کرد. همچنین از او مقالاتی در خصوص هنر، ادبیات و تئاتر در جراید کثیرالانتشار آن زمان چاپ شده‌است.